# U.S. Highway 302
Der U.S. Highway 302 ist ein Zubringer des U.S. Highways 2.  Er verläuft im Moment (Stand: 2009) über 171 Meilen (275 km) von Portland in Maine beim U.S. Highway 1 nach Montpelier in Vermont beim U.S. Highway 2 durch die US-Bundesstaaten Maine, New Hampshire und Vermont.

## Verlauf

### Maine
Der Highway verlässt Portland über die Brücke über den Presumpscot River nach Westbrook bei Riverton. Danach überquert er den Pleasant River in Windham, den Crooked River in Casco, den Long Lake in Naples, den Moose Pond in Bridgton und den Saco River in Fryeburg.  Der Highway folgt dem Saco River von Fryeburg bis in die White Mountains in New Hampshire.

### New Hampshire
Die U.S. Route 302 folgt weiterhin dem Saco River in New Hampshire Maine Central Railroad Mountain Division durch Crawford Notch in den White Mountains. Danach folgt er dem Ammonoosuc River aus den Bergen und überquert den  Connecticut River nach Wells River.

## Geschichte
Von 1922 bis 1935 war der größte Teil des Highways Teil des alten New-England-Interstate-Straßensystems als New England Interstate Route 18 (NE-18) von Portland in Maine nordwestlich nach Littleton in New Hampshire (ungefähr 179 km). Von Littleton westlich nach Montpelier in Vermont haben der heutige Highway und der frühere Interstate unterschiedliche Verläufe. Der frühere Interstate verlief weiter nördlich entlang des heutigen New Hampshire Highway 18 und der Vermont State Route 18 nach St. Johnsbury (parallel entlang des Interstate 93), dann entlang des U.S. Highway 2 bis nach Montpelier.
Der heutige Highway verläuft entlang einer südlicheren Route, wobei er Kreuzungen der früheren New England Interstate Routes nutzt. Von Littleton verläuft er entlang der New England Interstate Route 10 nach Woodsville, dann entlang der früheren New England Route 25 nach Montpelier.

### Sonderstraßen
- New Hampshire State Route 16A, eine Rundstraße, die den Highway mit Lower Bartlett verbindet. Er ist dort als Intervale Resort Loop bekannt.

### Verwandte State Highways
- New Hampshire State Route 18
- Vermont State Route 18